# سه‌گانه کاپیتولین

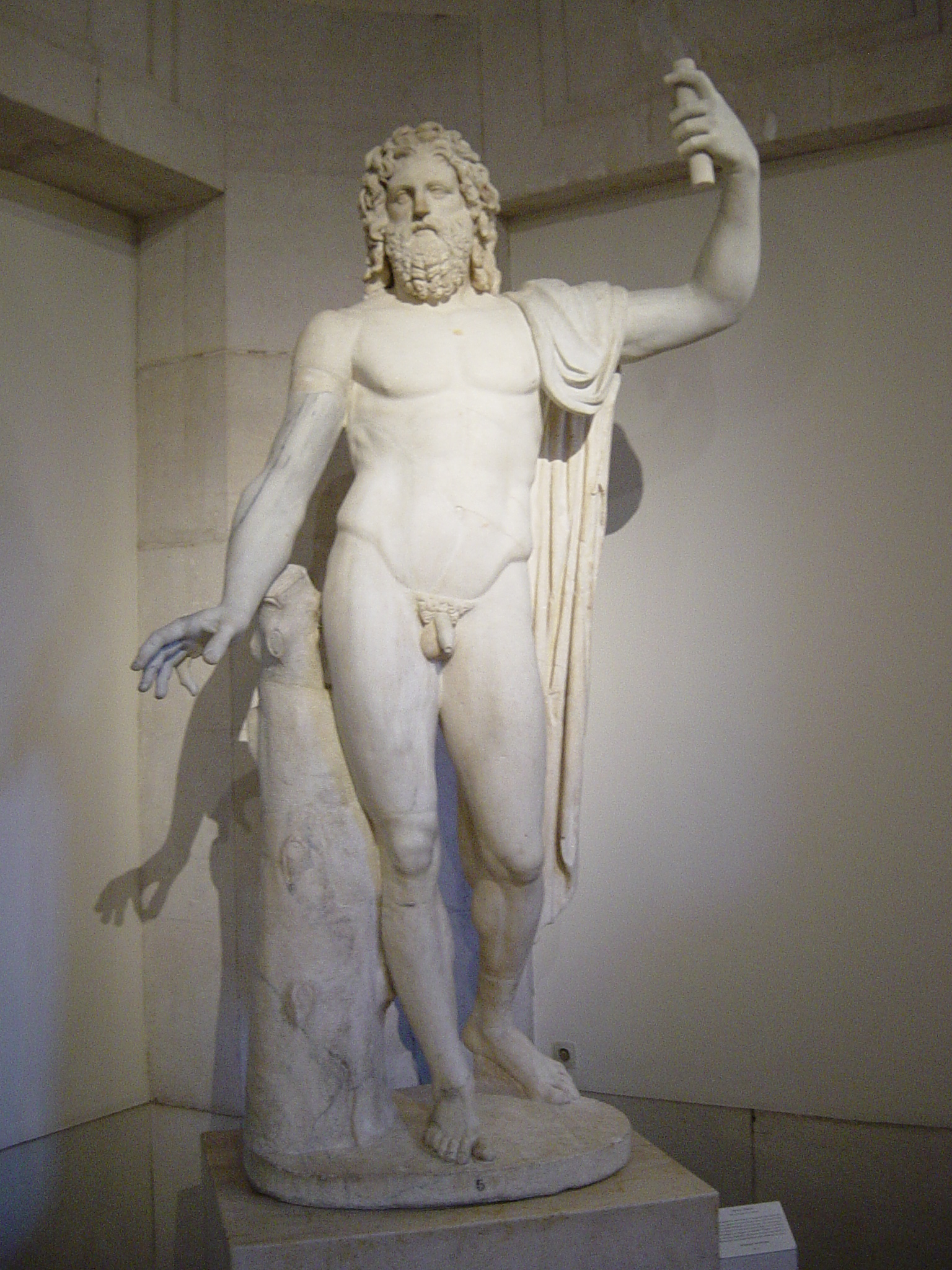
ژوپیتر، برترین خدای اسطوره‌شناسی روم خدای آسمان.

سه‌گانه کاپیتولین (انگلیسی: Capitoline Triad) گروهی متشکل از سه خدا بودند که در دین رومیان باستان در معبدی استادانه در تپه کاپیتول (رم) پرستش می‌شدند. این شامل ژوپیتر، یونو و مینرو بود. این سه‌گانه جایگاهی مرکزی در دین عمومی روم داشت.